# NGC 5163
NGC 5163 est une galaxie elliptique relativement éloignée et située dans la constellation de la Grande Ourse. Sa vitesse par rapport au fond diffus cosmologique est de 9 094 ± 11 km/s, ce qui correspond à une distance de Hubble de 134,1 ± 9,4 Mpc (∼437 millions d'al). NGC 5163 a été découverte par l'astronome germano-britannique William Herschel en 1789.

## Supernova
La supernova SN 2009bs a été découverte dans NGC 5163 le 21 mars 2009 par J. Rex, W. Li, S. B. Cenko et A. V. Filippenko de l'université de Californie à Berkeley dans le cadre du programme LOSS (Lick Observatory Supernova Search) de l'observatoire Lick. Cette supernova était de type Ia.